# Stay (canción de No Devotion)
«Stay» es el primer sencillo oficial de No Devotion.

## Listado de canciones
Todas las canciones escritas y compuestas por No Devotion. 
| N.º | Título      | Duración |  |
| 1.  | «Stay»      | 3:59     |  |
| 2.  | «Eyeshadow» | 3:54     |  |

## Personal
- Geoff Rickly - voces
- Lee Gaze - guitarra principal, coros
- Mike Lewis - guitarra rítmica, coros, bajo, coros
- Stuart Richardson - bajo, coros
- Jamie Oliver - teclados, sintetizador, coros
- Luke Johnson - batería, percusión